# Англиканская епархия Аккры
Англиканская епархия Аккры (англ. The Anglican Diocese of Accra)— епархия Англиканского сообщества Ганы. 

## История
Церковь основана в 1909 году архиепископом Кентерберийским. Кафедральным собором епархии является Свято-Троицкий собор в Аккре, Гана. Англиканская епархия Аккры является старейшей во Внутренней провинции Ганы, а с точки зрения духовенства и церквей — крупнейшей епархией Ганы. Епархия состоит из более чем ста приходов, общин и миссий, в которых работают более 120 священнослужителей, как мужчин, так и женщин. Епархия состоит из пяти кластеров: восточного архидьяконства Аккры, западного архидьяконства Аккры, северного архидьяконства Аккры, северо-восточного архидьяконства Аккры и архидьяконства Темы.

## Структура
Епархия была выделена из Экваториально-Африканской епархии в 1909 году после примерно двух столетий миссионерской работы на тогдашнем Золотом Берегу. В ответ на этот рост и в соответствии с англиканской политикой «синодально управляемой и епископально руководимой» была создана Аккрская епархия. Преемственностью епархиальных епископов были Натаниэль Темпл Хэмлин (1909–1910), Моубрей Стивен О'Рорк (1913–1923), Джон Орфер Аглионби (1924–1951), Джон Чарльз Сидней Дейли (1951–1955), Реджинальд Ричард Роузвир ( 1956–1967). Таким образом, на протяжении колониальной эпохи Золотого Берега Англиканской епархией руководили епископы-эмигранты.
После превращения Золотого Берега в суверенное независимое государство Гана 6 марта 1957 года в Аккрской епархии, которая охватывала всю географическую территорию Ганы, стали входить ганские лидеры - Измаил Сэмюэл Миллс ЛеМэр (1968–1982), Фрэнсис Уильям Банахен. Томпсон (1983–1996), судья Офей Акрофи (1996–2012) и Дэниел Сильванус Менса Торто, нынешний епископ, который был рукоположен 24 июня 2012 года и возведен на престол 11 ноября 2012 года.

## Внешние ссылки
- accraanglican.org — официальный сайт Англиканская епархия Аккры